# Ceyrat
 Ceyrat  es una población y comuna francesa, situada en la región de Auvernia, departamento de Puy-de-Dôme, en el distrito de Clermont-Ferrand y cantón de Beaumont.

## Demografía
| 2219 | 2850 | 4000 | 4727 | 5283 | 5593 |
| Para los censos de 1962 a 1999 la población legal corresponde a la población sin duplicidades (Fuente: INSEE [Consultar]) |      |      |      |      |      |